# Svetlana Fedotkina
Svetlana Aleksandrovna Fedotkina (ryska: Светлана Александровна Федоткина), född den 22 juli 1967 i Krasnojarsk, Ryska SFSR, Sovjetunionen, är en före detta rysk skridskoåkare.
Hon tog OS-silver på damernas 1 500 meter i samband med de olympiska skridskotävlingarn
a 1994 i Lillehammer.